# 85-мм зенітна гармата зразка 1939 року (52-К)
52-К (Індекс ГРАУ — 52-П-365) — радянська зенітна зброя калібру 85 мм.
Повна офіційна назва зброї — 85-мм зенітна гармата зразка 1939 року. Воно активно використовувалося у Великій Вітчизняній війні як у ролі власне зенітної і протитанкового зброї, а після закінчення довго перебував на озброєнні Радянської Армії ЗС СРСР до використання зенітних ракетних комплексів. Гармата 52-К передавалася чи продавалася до інших країн оснащення їх збройних сил. Частина зеніток 52-К після зняття з озброєння була перероблена для мирного застосування в гірській місцевості як протилавинні гармати.
У роки війни зброя послужила основою для розробки довгоствольних танкових гармат Д-5 та ЗІС-С-53, які встановлювалися на протитанкову САУ СУ-85 та танки Т-34-85, КВ-85 та ІС-1.

## Призначення гармати та її бойові властивості

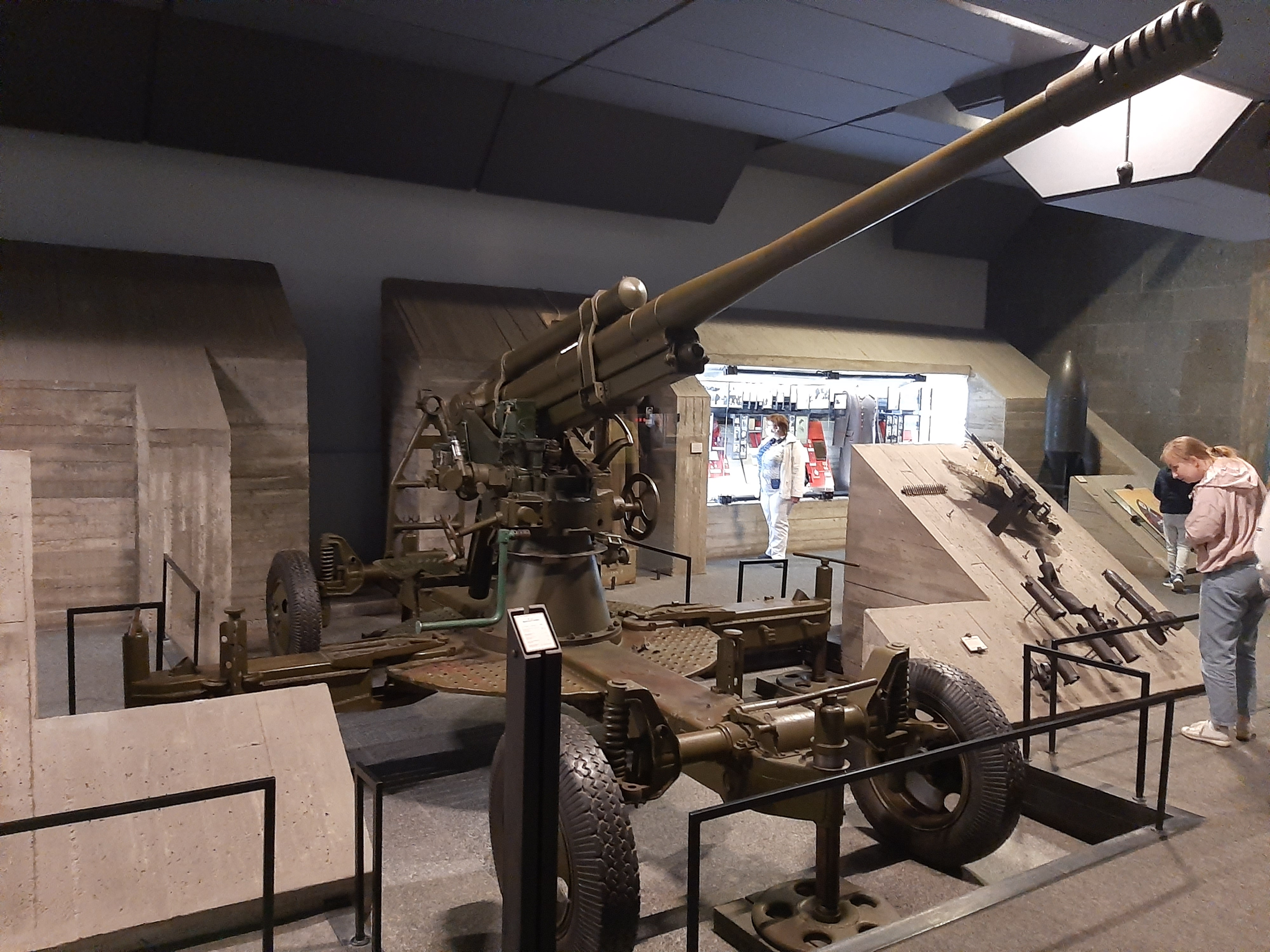
85-мм зенітна гармата у музеї-заповіднику «Сталінградська битва»

85-мм зенітна гармата зразка 1939 року призначена для боротьби з авіацією супротивника, але також у ній було закладено можливість боротися з бронетехнікою ворога. До її комплекту входили як фугасні, так і бронебійні снаряди.
Конструктивні особливості гармати, наявність досить ефективної дистанційної гранати та бронебійного снаряда дають можливість у разі необхідності використовувати гармату також і для стрільби по повітряному десанту, живим наземним цілям, вогневим точкам та бронетанковим силам супротивника. 85-мм зенітна гармата володіє високими бойовими і тактико-технічними властивостями, необхідними для ураження цілей, що раптово з'являються і швидко рухаються.
Гармата має круговий обстріл, що досягається наявністю тумбового лафета.

## Виробництво
| Виробник          | 1939 | 1940 | 1941 | 1942 | 1943 | 1944 | 1945 | Усього |
| ----------------- | ---- | ---- | ---- | ---- | ---- | ---- | ---- | ------ |
| № 8 (Калінінград) | 20   | 940  | 3319 |      |      |      |      | 4279   |
| № 8 (Свердловськ) |      |      | 52   | 2761 | 3715 | 1903 | 712  | 9143   |
| Усього            | 20   | 960  | 3371 | 2761 | 3715 | 1903 | 712  | 13442  |

| Виробник          | 1-е півріччя | Липень | Серпень | вересень | жовтень | листопад | грудень | Усього |
| ----------------- | ------------ | ------ | ------- | -------- | ------- | -------- | ------- | ------ |
| № 8 (Калінінград) | 1670         | 449    | 500     | 500      | 200     |          |         | 3319   |
| № 8 (Свердловськ) |              |        |         |          |         |          | 52      | 52     |
| Усього            | 1670         | 449    | 500     | 500      | 200     |          | 52      | 3371   |